# Systolederus
Systolederus is een geslacht van rechtvleugeligen uit de familie doornsprinkhanen (Tetrigidae). De wetenschappelijke naam van dit geslacht is voor het eerst geldig gepubliceerd in 1887 door Bolívar.

## Soorten
Het geslacht Systolederus omvat de volgende soorten:
- Systolederus abbreviatus Shishodia, 1991
- Systolederus affinis Günther, 1936
- Systolederus angusticeps Stål, 1877
- Systolederus boettcheri Günther, 1939
- Systolederus brachynotus Zheng & Ou, 2010
- Systolederus carli Bolívar, 1909
- Systolederus cinereus Brunner von Wattenwyl, 1893
- Systolederus emeiensis Zheng, 1998
- Systolederus femoralis Walker, 1871
- Systolederus fujianensis Zheng, 1993
- Systolederus gravelyi Günther, 1939
- Systolederus greeni Bolívar, 1892
- Systolederus guangxiensis Zheng, 1998
- Systolederus guposhanensis Deng, Zheng & Wei, 2007
- Systolederus haani Bolívar, 1887
- Systolederus heishidingensis Zheng & Xie, 2005
- Systolederus injucundus Günther, 1937
- Systolederus japonicus Ichikawa, 1994
- Systolederus longinota Zheng, 2005
- Systolederus longipennis Zheng, Jiang & Liu, 2005
- Systolederus nigritibia Zheng, 2005
- Systolederus oculatus Zheng & Ou, 2012
- Systolederus ophthalmicus Bolívar, 1887
- Systolederus orthonotus Zheng, 1998
- Systolederus parvus Hancock, 1907
- Systolederus ridleyi Hancock, 1909
- Systolederus siamesicus Günther, 1939
- Systolederus spicupennis Zheng & Jiang, 2003
- Systolederus waterstradti Günther, 1939